# Van Veldekemolen
De Van Veldekemolen of Velkermolen is een voormalige watermolen op de Demer in Spalbeek, een deelgemeente van Hasselt.
De molen bevindt zich in het gebied Veldeke, dat een leengoed van de abdij van Sint-Truiden was. In de 12e eeuw zou de dichter Hendrik van Veldeke hier geboren zijn. In het molengebouw is een gedenkplaat voor hem aangebracht.
De molen was eerst een graanmolen en later een oliemolen. Na een brand werd hij tussen 1916 en 1920 sterk gerestaureerd, en verbouwd tot turbinemolen. De Van Veldekemolen is tegenwoordig niet meer in gebruik.

## Zie ook

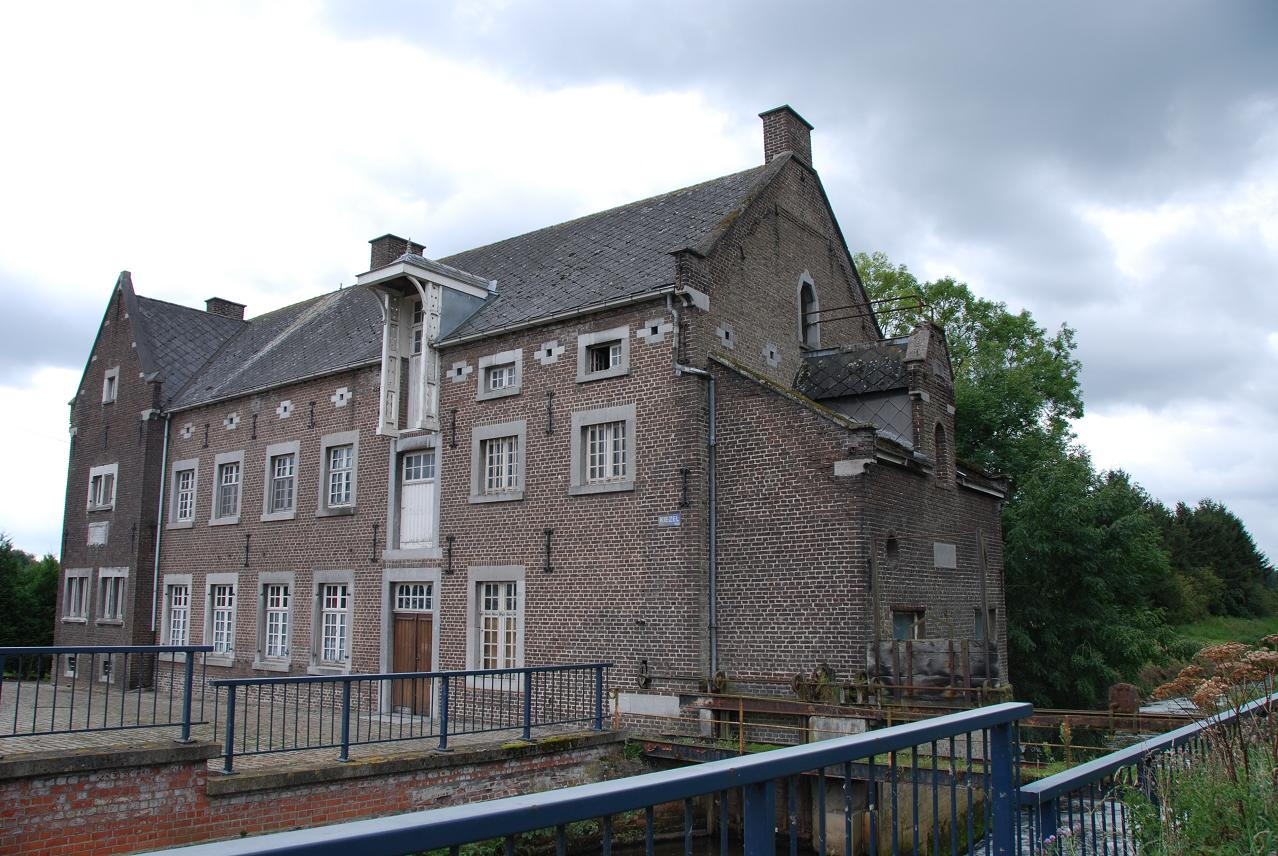
De Van Veldekemolen
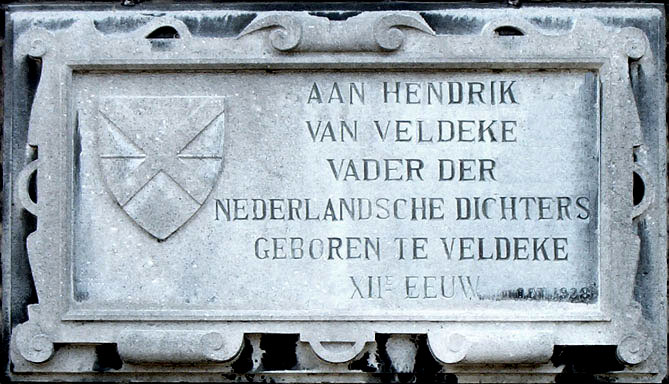
Gedenkplaat voor Hendrik van Veldeke